# Una casa grande/Quel che ho fatto io
Una casa grande/Quel che ho fatto io è un singolo della cantante italiana Lara Saint Paul pubblicato nel 1973 dall'etichetta discografica Polydor.

## Descrizione
Una casa grande fu presentata al Festival di Sanremo 1973, dove giunse in finale.
Entrambi i brani contenuti nel 45 giri nell'album Lara Saint Paul, pubblicato nell'autunno del 1973.
Data matrici: 28 Febbraio / Lato A: "Festival di Sanremo 1973" / Distribuito da Phonogram - Milano.

## Tracce
Lato A
1. Una casa grande – 3:50 (Andrea Lo Vecchio,  Nereo Villa)

Lato B
1. Quel che ho fatto io – 3:50 (Paolo Limiti, Bruno Pallini)